# Marco Siffredi
Marco Siffredi (22. května 1979 Chamonix – 8. září 2002 Mount Everest) byl francouzský snowboardista a horolezec.

## Život
V roce 1998 vystoupil na peruánskou šestitisícovku Tocllaraju. Dne 23. května 2001, jeden den po svých dvaadvacátých narozeninách, dosáhl vrcholu nejvyšší hory světa Mount Everest. Následně sjel dolů na snowboardu (přes Nortonův kuloár) a stal se tak vůbec prvním člověkem, který to dokázal. Několik hodin před ním sjel na snowboardu Stephan Gatt, avšak ten nejtěžší části hory slezl. O rok později se sem Siffredi vrátil, aby sjel přes Hornbeinův kuloár. Přestože vystoupil na vrchol a zahájil sjezd, již nikdy nebyl spatřen.